# Ross Rig (schip, 1986)
De Ross Rig is een halfafzinkbaar boorplatform dat in 1986 gebouwd werd door Mitsubishi Heavy Industries voor Rosshavet. Het Marosso 56-ontwerp van Marotec bestaat uit twee parallelle pontons met daarop elk twee kolommen en daarop het werkdek.
In 1994 werd het overgenomen door Transocean en twee jaar later omgedoopt tot Transocean Arctic.